# バル火山
バルー火山 （バルかざん、スペイン語: Volcán Barú, またはチリキー火山、スペイン語: Volcán de Chiriqui）は標高3,474 mあるパナマで最も高い山である。コスタリカの国境から約35 km離れた位置にある。
山の高度があることとパナマの国土が比較的短い幅であることにより、晴れた日にはバル火山の山頂から太平洋とカリブ海の両方を見ることができる。

## 概要
バルー火山は休眠状態である。けれどもチリキ県の西部の北米大陸分水嶺のすぐ南にある潜在的な活火山である。チリキー川とカルデーラ川とが流れ出る涼しい高地の肥沃な地域に囲まれている。山の西側にはボルカンとセロ・プンタの町がある。一方、東麓にはボケーテがある。
山頂では時折雹または凍雨が降ることが報告されている。最低気温が0°Cを下回ることもあり、霜は乾季に頻繁に形成される。

### 噴火
火山の最後の大噴火は凡そ西暦500年頃にあった。1550年頃には小噴火のいくつかの形跡と報告がある。2006年には山の直下で群発地震が発生し、将来的に爆発力を伴った噴火の可能性が懸念された。

## 国立公園
火山は1976年に14,325 haの面積を有するバルー火山国立公園 に指定された。公園はメソアメリカ生物回廊の一部である。動物相はクロシャクケイ、セグロクマタカ、アンダーウッドウオクイマウス、ミヤマユキヒメドリ、ズアカサザイ、そしてクロキモモシトドが含まれる。

## ギャラリー

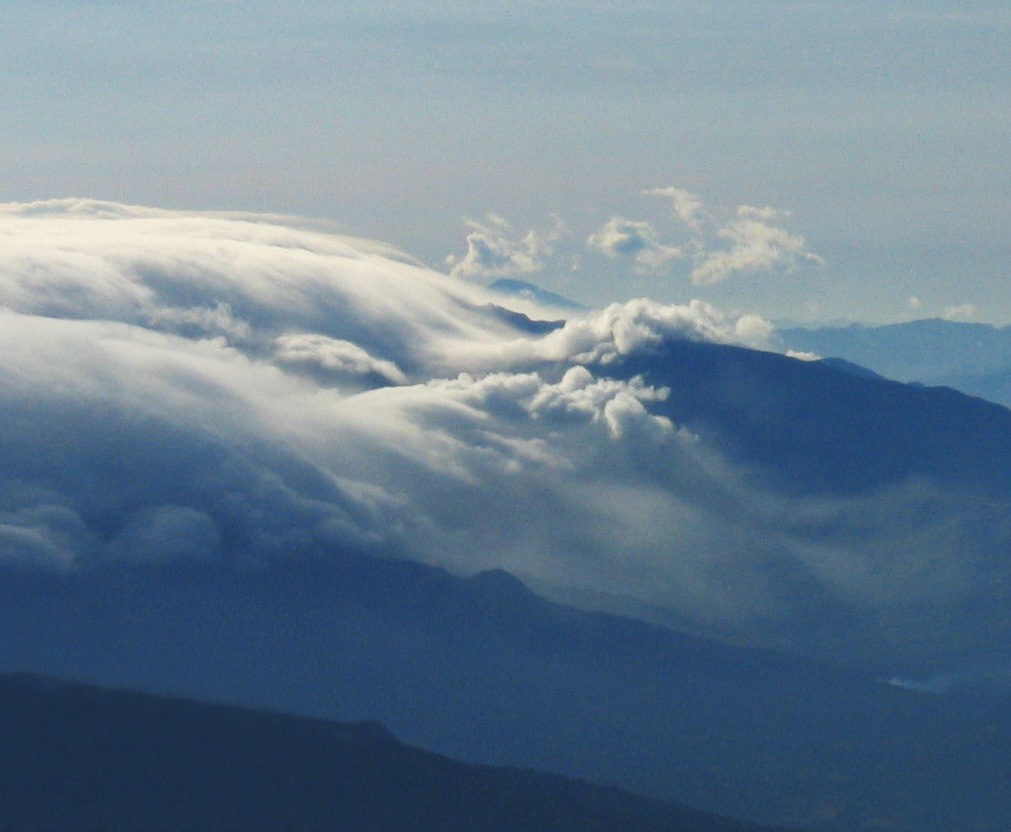
雲間から見えるバルー火山
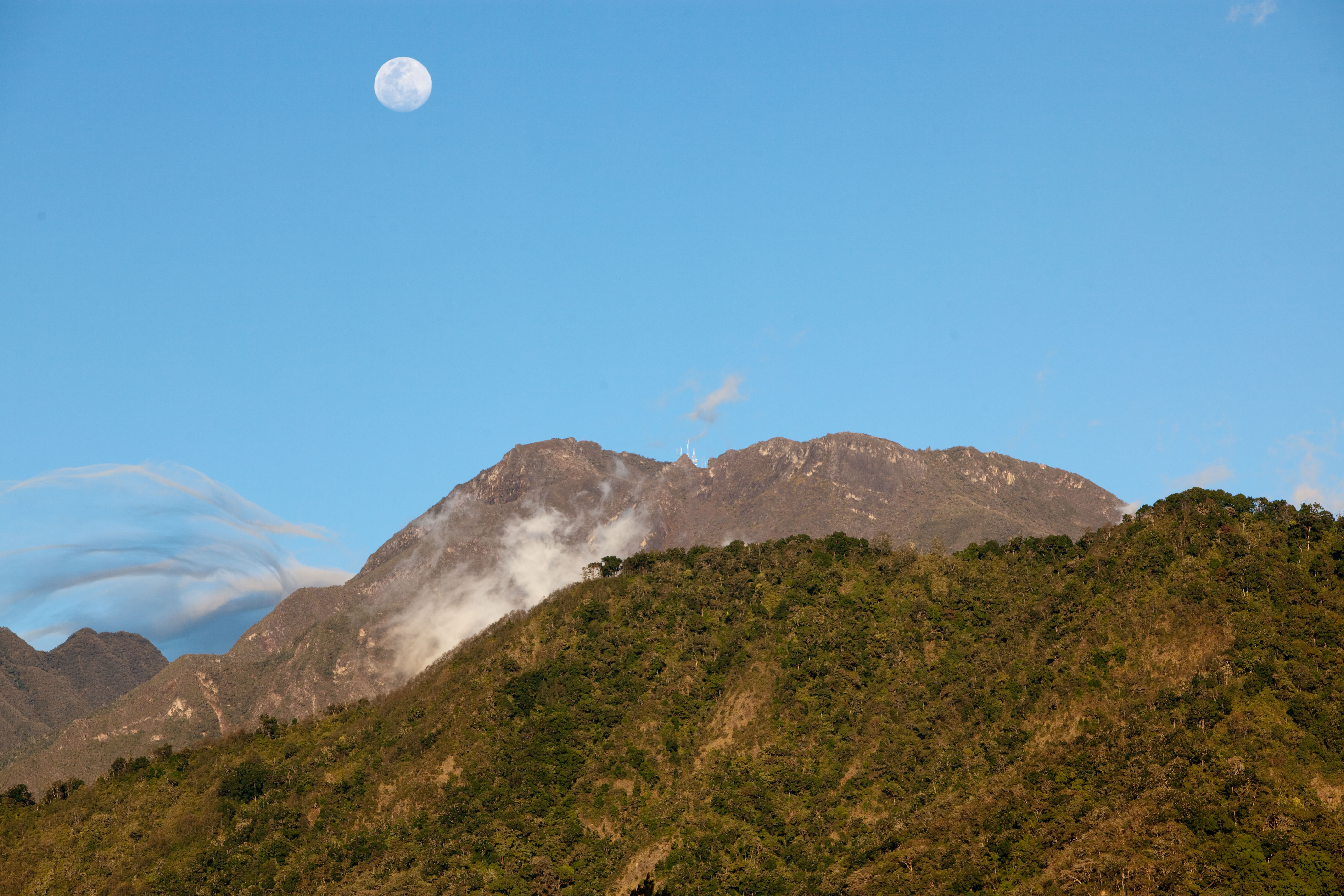
山頂部
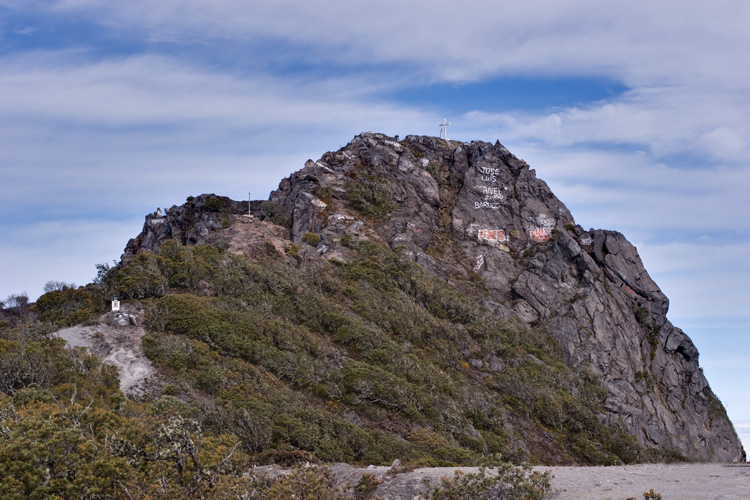
山頂
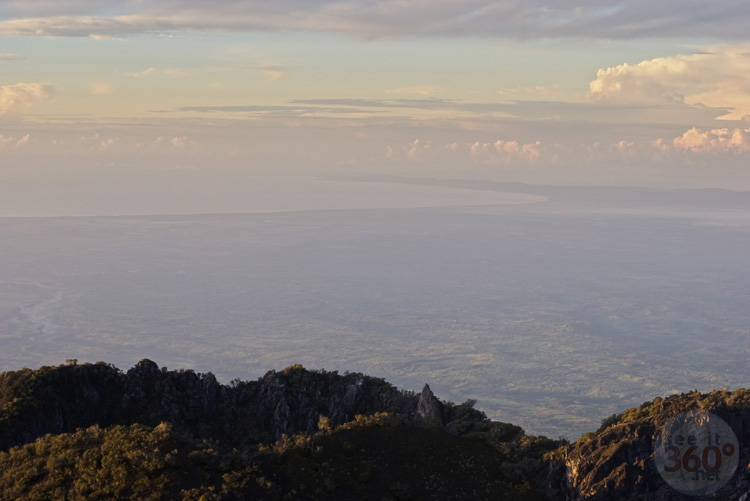
山頂から見た太平洋
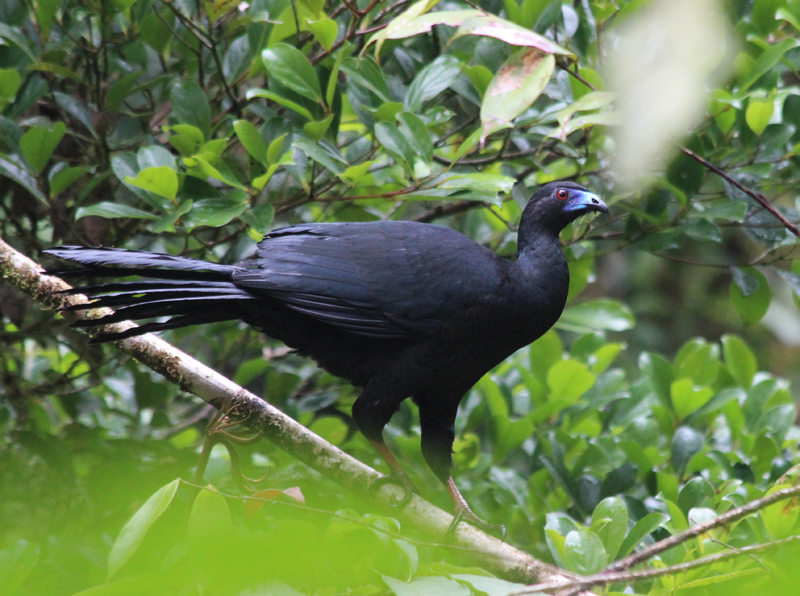
クロシャクケイ
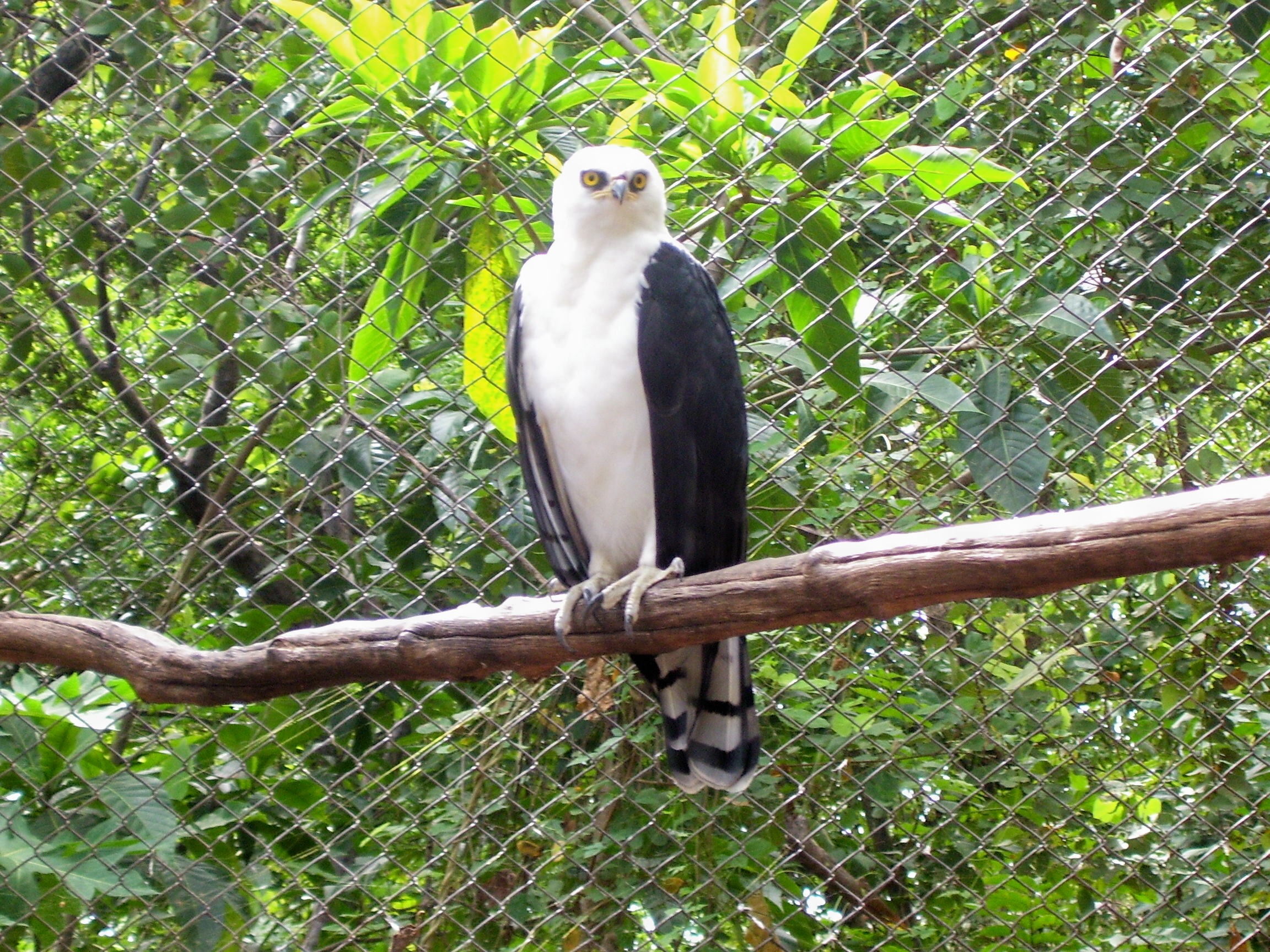
セグロクマタカ
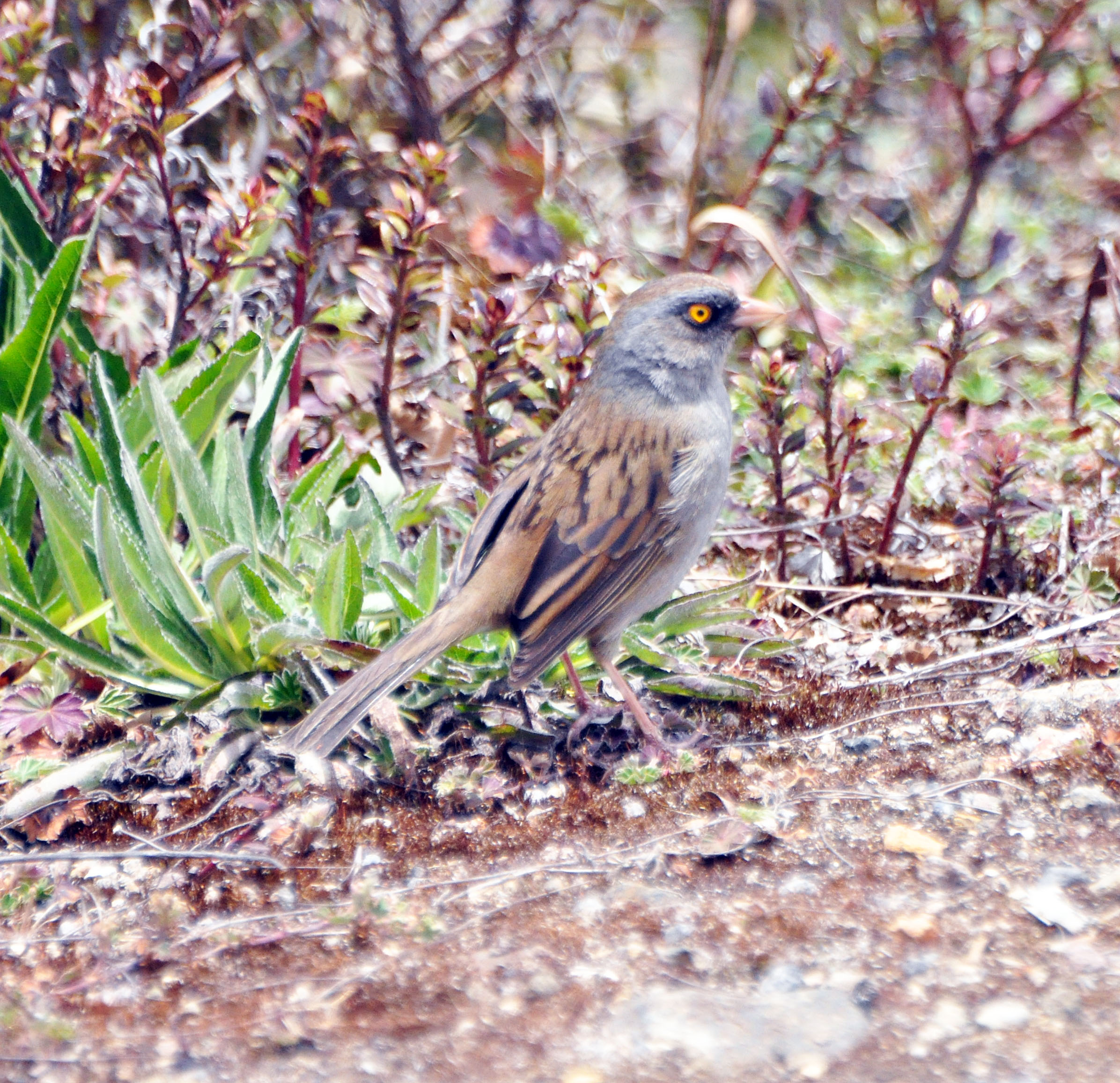
ミヤマユキヒメドリ
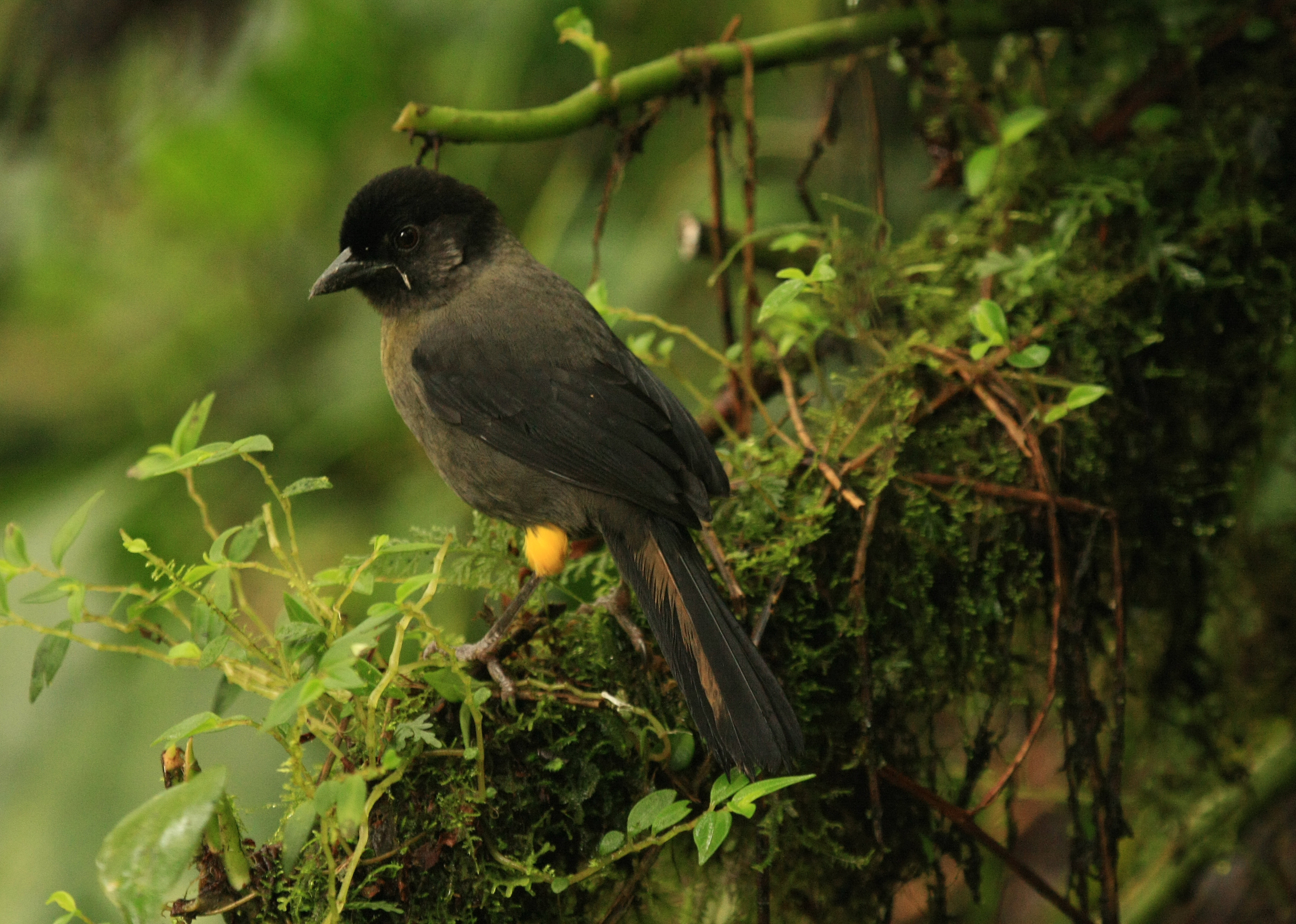
クロキモモシトド